# 시영준
시영준(施榮埈, 1969년 7월 16일 ~ )은 대한민국의 성우로, 1993년 연극 배우로 활동했다가, 2000년 CJ ENM 성우극회 공채 4기로 입사했다. 배우자는 같은 소속의 성우인 김보영이다.

## 약력
음성변조가 필요 없을 정도로 극단적인 저음을 내는 것이 특징인 성우다. 투니버스 공채이지만 공중파 방송에도 자주 등장한다. 스타리그 내레이션을 자주 맡아 이스포츠계와도 인연이 깊다. 마지막 스타크래프트 1리그인 Tving 스타리그 2012 결승전이 끝난 뒤 무대 위에 올라와 선수 및 관계자들과 함께 기념사진을 찍었다.

## 출연작품
굵은 글씨는 메인 캐릭터.

### 애니메이션 더빙 출연
- 페어리 테일 (챔프) - 마스터 조제
- 은혼 (투니버스) - 해설
- 우당탕탕 잉양요 (챔프) - 요
- 뽀빠이의 모험 (챔프) - 브루토
- 개구리 중사 케로로 (투니버스) - 기로로 하사
- 이누야샤 (투니버스, 애니원) - 쿄코츠
- 거북이 특공대 Z (SBS) - 슈레더
- 강철의 연금술사 (챔프) - 알렉스 루이 암스트롱
- 강철의 연금술사 리메이크 (애니박스) - 알렉스 루이 암스트롱
- 블리치 (투니버스, 애니맥스) - 사도 / 그랜드피셔
- 트랜스포머 갤럭시포스 (챔프) - 마스터 메가트론 / 마스터 갈바트론
- 가정교사 히트맨 리본 (투니버스) - 레비 아 탄
- 트리니티 블러드 (투니버스) - 쥴라 카다르 / 카렐
- Go! Go! 다섯 쌍둥이 (투니버스) - 김소장님
- GTO (투니버스) - 후쿠로다 하지메
- 가이킹 - 대공마룡의 전설 (재능TV) - 프로이스트
- 고래의 도약 (투니버스) - 빌딩 인간
- 고쿠센 (투니버스) - 와카마츠 코조
- 괴도 조커 (카툰네트워크) -  야차왕
- 신비아파트: 고스트볼의 비밀 (투니버스) - 객귀
- 신비아파트 고스트볼Z (투니버스) - 귀도 강
- 히어로스쿨Z - 히어로스쿨
- 안녕! 보노보노 (투니버스) - 큰곰 대장
- 포켓몬스터 W (투니버스) - 간피
- 나나카6/17 (투니버스) - 강태석
- 나루토 (투니버스) - 마이트 가이
  - 나루토 질풍전 (투니버스) - 가이
- 네기마!? (애니맥스) - 내레이션 / 카모밀 알베르
- 누가 내 궁디 좀 말려줘! (투니버스) - 사일런스
- 닌자보이 란타로 (투니버스) - 덴조 선생님
- 더 파이팅 (투니버스) - 선우요
- 드래곤볼 Z 2부 (투니버스) - 미스터 사탄
- 드래곤볼 Z 3부 (투니버스) - 미스터 사탄
- 드래곤볼GT (투니버스) - 미스터 사탄 / 신룡
- 라제폰 (애니원) - 쿠누기 진
- 마법신화 라그나로크 (SBS) - 키오
- 마법의 스테이지 팬시라라 (투니버스) - 주재민
- 투하트 (투니버스) - 세바스찬
- 멋지다! 마사루 (챔프) - 캐서린(이소베 츠요시)
- 메이저 2기 (투니버스) - 양만기
- 명탐정 코난 (투니버스) - 이형사 / 워커
- 미이라왕 투탕 (투니버스) - 세트
- 바질리스크 ~코우가인법첩~ (애니박스) - 카스미 교부
- 뱅글뱅글타임루프 (투니버스) - 빠박맨
- 뷰티풀 조 (투니버스) - 헐크 데이비슨
- 세토의 신부 (투니버스) - 루나 아빠
- 슈팅 바쿠간 (재능방송) - 드라고
  - 슈팅 바쿠간 BG (투니버스) - 드래고 / 나자크
- 스모모모모모모 ~지상최강의 신부~ (애니박스) - 이누즈카 운켄
- 배틀짱 (투니버스) - 신
- 원피스 (투니버스) - 클리크 / 하그왈.D.사우로
- 원피스 (대원방송) - 카이도
- 유희왕 (챔프) - 사이코 쇼커
- 전설의 총사 아스타 (재능방송) - 바르
- 조이드 퓨처스 (챔프) - 마스크맨
- 쥬베이짱2 시베리야 야규의 역습 (투니버스) - 야규 키타렛사이
- 결계사 (투니버스) - 이치로
- 파워레인저 엔진포스 (챔프) - 드러시마크리타인
- 틴 타이탄 (SBS)
- 톰과 제리 (SBS) - 스파이크
- 일지매 (SBS) - 태상공
- 하얀마음 백구 (SBS)
- 메탈베이블레이드 (투니버스) - 하데스
- 나의 파트라슈 (투니버스)
- 반드레드 (챔프)
- SPY×FAMILY (애니플러스) - 빌 와킨스
- 와라! 편의점 (투니버스) - 서울병장 / 노숙자
- 재키 찬 어드벤처 (애니맥스) - 토루
- BLOOD+ (애니맥스)
- 사일런트 뫼비우스 (애니맥스) - 요마
- 침묵의 함대 (애니박스) - 우즈
- 러키☆스타 (애니박스) - 단역(남)
- 격부술사 요역문 (챔프) - 사수귀
- 바람을 본 소년 (투니버스)
- 빌리의 대모험 (투니버스) - 메이플화이트
- 로봇전사 감마 (투니버스) - 털보 장군 / 대마왕 노르아크
- 학교괴담 (투니버스) - 대요마
- 스피릿 오브 원더 - 소년과학클럽 (투니버스) - 세퍼트
- 스피릿 오브 원더 - 미스 차이나 (투니버스)
- 외면하는 아이들 (투니버스) - 아저씨
- 초광속 그랜돌 (투니버스)
- 사이버시티 오에도 808 (투니버스) - 맥시머
- 천방지축 이나탁구부 (투니버스)
- GLASSY OCEAN (투니버스) - 빌딩인간
- 미스터맨 쇼 (카툰네트워크) - 힘세 씨
- 몬스터 왕자 몽짱 (카툰네트워크) - 늑대돌이
- 부기팝은 웃지 않는다 (투니버스)
- 울트라 B (투니버스) - 선생님
- 쿵푸팬더 전설의 마스터 (니켈로디언)
- 헌터X헌터 리메이크 (애니맥스) - 벤토드
- 일하는 세포 (애니맥스) - 이펙터(활성) T세포
- 택틱스 (애니맥스) - 용신
- 판타스틱4 (카툰네트워크) - 벤
- 이트맨 (투니버스) - 비슈누
  - 이트맨 98 (투니버스) - 조나단
- 왕도둑 징 (투니버스) - 그랍파 / 선장 / 드램비 / 키나 / 고블렛 / 배플
- 황당용사 욜라세다 (투니버스) - 두더지 서장
- 기동무투전 G건담 (투니버스) - 아르고 / 노인
- 체포하겠어 (투니버스)
- 엑스 드라이버 (투니버스) - 담임
- 최유기 리로드 (투니버스) - 바위 괴물
- 나나 6/17 (투니버스) - 강석태 / 대마왕
- 숲속의 전설 무시킹 (투니버스) - 아더
- 달빛천사 (투니버스) - 하버드 박사 / 엑셀
- 아침안개의 무녀 (투니버스) - 아빠
- 무적코털 보보보 (투니버스) - 맨밥별주민 / 군함
- 레이브 (투니버스) - 도마뱀 괴물 / 고(우)
- 탐정학원 Q (투니버스) - 혼고 선생
- 고스트 바둑왕 (투니버스) - 남자 2
- 록맨 에그제 엑서스 (투니버스) - 일렉 백작
- 크르노 크루세이드 (투니버스) - 구치
- 꿈의 크레용 왕국 (투니버스) - 카멜레온
- 츠바사 크로니클 (투니버스) - 쿠사나기
- 음양대전기 (투니버스) - 쿠레아야
- 달려라 이다텐 (투니버스) - 류
- 따끈따끈 베이커리 (투니버스) - 무식
- 사무라이 참프루 (투니버스) - 이시마츠
- 몬스터 (투니버스) - 유르겐스
- 토리코 (카툰네트워크) - 커넬 / 맨섬
- 아가사 크리스티의 명탐정 포와로와 마플 (투니버스) - 핫산
- 나의 지구를 지켜줘 (투니버스)
- 에어마스터 (투니버스) - 사야마
- 레인 (투니버스) - 카알
- 멜티랜서 (투니버스) - 클리어스
- 자이언트 로보 (투니버스) - 번서
- 바이스 크로이츠 (투니버스) - 에스체트 총수 3
- 울프스 레인 (투니버스) - 쿠엔트 야이덴
- 전쟁과 축구 (투니버스)
- 은장기공 오디안 (투니버스) - 아퀘드
- 신혼합체 고단나 (MBC 무비스) - 바인
- 미소의 세상 스페셜 (투니버스) - 아저씨 / 명탐정
- 코라의 전설 (니켈로디언)
- 아바타: 아앙의 전설 (니켈로디언) - 불의 제왕 오자이
- 코라의 전설 (니켈로디언) - 아몬 집회 문지기
- 치즈 스위트 홈 (투니버스) - 검은고양이
- 대니팬텀 (니켈로디언) - 스컬커
- 히어로 팩토리 (니켈로디언) - 벌크
- 나루토 SD - 록 리의 청춘 닌자전 (투니버스) - 가이
- 미래전사 씨어 (투니버스) - 조그
- 웨딩피치 (투니버스) - 블랙키
- 왕괴짜 돈만이 (챔프) - 오 회장
- 쾌걸 조로리 (투니버스) - 마왕 / 메롱쵸 / 도베르
- 쾌걸 조로리 2기 (투니버스) - 부동산 아저씨
- 탐험 드리랜드 (투니버스) - 빼빼좀비
- 썬더캣츠 (카툰네트워크) - 그룬
- 레고히어로팩토리벌크

### KBS
- 뛰뛰빵빵 구조대2 (KBS) - 두껍단 보스
- 헬로 카봇 (KBS) - G라인 / 에이스
- 꾸러기 케라톱스 코리요 (KBS2) - 티렉스
- 시노스톤 프라임 (KBS2) - 탄
- 쥬로링 동물탐정 (KBS2)
- 내 친구 반인반어 (KBS2) - 크리켄
- 알록달록 종이마을 (KBS) - 프린

### 타방송사
- 닌자거북이 2012 (니켈로디언) - 레더헤드
- 헬로 카봇 리턴즈 (SBS) - 에이스 X
- 곤 (EBS) - 울스페
- 바오밥섬의 파오파오 (EBS) - 드래곤
- 다이노코어 (SBS) - 티라노
- 프린세스 스타의 모험일기 (디즈니 채널)
- 아발로 왕국의 엘레나 (디즈니 채널)
- 리나는 뱀파이어 (디즈니 주니어)

### 웹툰애니메이션
- 《와라! 편의점》 (네이버 웹툰) - 서울병장
- 《들어는 보았나!》 질풍기획 (네이버 웹툰) - 질풍태 사장 / 버스기사

### 극장 애니 더빙
- 《강철의 연금술사 극장판》 (챔프) - 알렉스 루이 암스트롱
- 《극장판 고스트 메신저》 - 몬스터
- 《극장판 뛰뛰빵빵 구조대 미션 : 둥둥이를 구하라》 - 아트만
- 《고 녀석 맛나겠다》 - 바쿠
  - 《고 녀석 맛나겠다 2: 함께라서 행복해》 - 제스타
- 《독수리 오형제 극장판》 (애니박스) - 총재 엑스, 나레이션
- 《돌아온 우주보안관 장고》 (애니박스) - 스탬피드
- 《더 퍼스트 슬램덩크》 - 박영걸
- 《로덴시아: 마법왕국의 전설》
- 《루카》 - 우고 큰아빠
- 《명탐정 코난 극장판 1기 - 시한장치의 마천루》 (투니버스) - 오동환
  - 《명탐정 코난 극장판 2기 - 14번째 표적》 (투니버스) - 피터포드
  - 《명탐정 코난 극장판 3기 - 세기말의 마술사》 (투니버스)
  - 《명탐정 코난 극장판 5기 - 천국으로의 카운트다운》 (투니버스) - 워커, 송경목
  - 《명탐정 코난 극장판 6기 - 베이커가의 망령》 (투니버스) - 토마스 신들러
  - 《명탐정 코난 극장판 13기 - 칠흑의 추적자》 (투니버스) - 워커
- 《뮨: 달의 요정》 - 네크로스
- 《박스트롤》 - 배뽈록
- 《빨간모자의 진실》 (MBC) - 늑대기자
  - 《 빨간모자의 진실 2》 (MBC) - 늑대기자
- 《슬레이어즈 극장판 - 완전무결》 (애니박스) - 랫서데몬
- 《아치와 씨팍》 - 개코형사
- 《엑스 극장판》 (애니박스) - 시유 쿠사나기
- 《우주로봇 씨어》 - 마일스
- 《원피스 : 에피소드 오브 메리 - 또 하나의 동료 이야기》 - 사우로
- 《월-E》 - AUTO
- 《은하철도 999 리턴즈 1 - 신비소녀 쥬라》 - 차장
- 《잠베지아: 신비한 나무섬의 비밀》 - 부조
- 《짱구는 못말려 극장판: 액션가면 VS 그래그래 마왕》 - 티백남작
- 《짱구는 못말려 극장판: 엄청난 태풍을 부르는 금창의 용사》 - 아세 다크 다크
- 《짱구는 못말려 극장판: 격돌! 낙서왕국과 얼추 네 명의 용사들》 - 부리부리용사
- 《극장판 짱구는 못말려: 우리들의 공룡일기》 - 버블 오도로키 / 버블 어마무시
- 《케로로 중사 극장판 1기 - 최종병기 키루루》 (투니버스) - 기로로 하사
  - 《케로로 중사 극장판 2기 - 심해의 프린세스》 (투니버스) - 기로로 하사
  - 《케로로 중사 극장판 3기 - 케로로 대 케로로 천공대결전》 (투니버스) - 기로로 하사
  - 《케로로 더 무비: 드래곤 워리어》 (투니버스) - 기로로 하사
  - 《케로로 더 무비: 기적의 사차원섬》 (투니버스) - 기로로 하사
- 《파닥파닥》 (KBS) - 올드 넙치
- 《폭풍우 치는 밤에》 - 가로
- 《피노키오: 당나귀 섬의 비밀》
- 《겨울왕국》 - 마시멜로
- 《달빛궁궐》 - 향나무
- 《극장판 헬로 카봇: 옴파로스 섬의 비밀》 - 티라투스, 외계 사령관
- 《별의 정원》 - 카론
- 《프린스 코기》 - 에든버러
- 《원더풀 데이즈》 - 철한
- 《모노노케 히메》

### 영화 더빙
- 《스피드》 (SBS) - 오티즈 (칼로스 카라스코) / 방송 아나운서(안토니오 모라) / 직원(조단 룬드)
- 《해리포터와 불의 잔》 (SBS) - 이고르 카르카로프 (프레드랙 배랙)
- 《인게이지먼트》 (SBS)
- 《빅히트》 (SBS) - 패리스 (에이버리 브룩스) 역
- 《스파이 키드 2: 잃어버린 꿈들의 섬》 (SBS) - 코테즈(대니 트레조)
- 《디 워》 - 이블 (마이클 슈머스 와일즈) 역
- 《조작된 도시》 - 털보 목소리 역
- 《마이 리틀 자이언트》 - 한 입에 꿀꺽
- 《정글북》 - 쉬어 칸(이드리스 엘바)
- 《어벤저스 2》 - 헤임달(이드리스 엘바)
- 《어벤져스: 인피니티 워》 - 헤임달(이드리스 엘바)
- 《토르: 라그나로크》 - 헤임달(이드리스 엘바)
- 《신비한 동물들과 그린델왈드의 범죄》 - 구즈만(코넬 존)
- 《수퍼 소닉》 - 술집 남자(브래드 켈리)
- 《수퍼 소닉 2》 - 랜들(셰마 무어)
- 《수퍼 소닉 3》 - 랜들(셰마 무어)
- 《톰과 제리》 - 개빈(다니엘 아데그보예가)
- 《뮬란》 - 텅 장군의 부관(원문충)

### 외주제작 드라마 더빙
- 가오레인저스 (애니박스) - 제우스 역
- 디노레인저스 (애니박스) - 티라노 역
- 슈퍼닌자 (니켈로디언)
- 말괄량이 마법학교 (투니버스) - 프랭크 역
- 가면라이더 파이즈 (투니버스) - 도다 역
- 파워레인저 레스큐 (투니버스) - 디아블리코 역
- 명탐정 코난 드라마스페셜 - 남도일의 부활 (투니버스) - 워커 역
- 파워레인저 매직포스 (재능TV) - 오즈 라스카 / 브레이젤 / 마도기사 우르저드 역
- 자이언트 세이버 (투니버스) - 자석 몬스터
- 미라클 멜로디 (투니버스) - 우노

### 방송
- 《느낌표》(MBC) - 해설자
- 《무한걸스》(MBC 에브리원)
- 《일요일 일요일 밤에》(MBC, 2006년 ~ 2007년 2월 18일)
- 《온게임넷 스타리그》(온게임넷)
- 《무한도전》(MBC)
- 《1 대 100》(KBS 2TV)
- 《장학퀴즈》(EBS)
- 《전국최강 슈팅스타》(KBS 2TV)
- 《DJ처리와 함께 아자아자》(SBS 러브FM, 경기방송, 카카오TV)
- 《대결 노래가 좋다》(KBS 2TV)
- 《경제 비타민》(KBS 2TV)
- 《놀라운 대회 스타킹》(SBS)
- 《강심장》(SBS)
- 《생방송 퀴즈가 좋다 II》(MBC) - 스피드 퀴즈 출제 성우
- 《웃음충전소》(KBS 2TV)
- 《막이래쇼》(투니버스)
- 《있다! 없다?》(SBS)
- 《MBC 뉴스데스크》(MBC)
- 《세대공감 1억 퀴즈쇼》(SBS)
- 《톡톡톡 오후 2시》(MBC)
- 《서바이벌 오디션 K팝스타》(SBS)
- 《두시의 데이트》(MBC FM4U)
- 《켠김에 왕까지》(온게임넷)
- 《도전 1000곡》(SBS)
- 《김창렬의 올드스쿨》(SBS 파워FM)
- 《이미지 파이터 2013》
- 《진짜 사나이》(MBC)
- 《추석 특집 리얼스포츠 투혼》(KBS 2TV)
- 《탑 10》(국방TV)
- 《설날특집 생방송 문자퀴즈 가족선물 쇼》(SBS)
- 《꽃놀이패》(SBS)
- 《놀면 뭐 이것》 (MBC)

### 게임
- 갓 오브 워 3 - 하데스
- 그랜드체이스 - 서커스 단장(악몽의 서커스)
- 도타2 - 우르사
- 블레이드 앤 소울 - 진진희, 왕기유, 윤지훈, 홍만
- 월드 오브 워크래프트 - 언데드남캐, 보이드워커, 라그나로스, 청지기 이그젝큐투스 , 대영주 모그레인, 그롬 헬스크림
- 던전 앤 파이터 - GBL 몹, 빛의 성주 지그하르트, GSD
- 킹덤 언더 파이어 - 레그나이어 (릭 블러드)
- 스타크래프트 리마스터 - 화염방사병(Firebat), 집정관(Archon), 암흑 집정관(Dark Archon)
- 스타크래프트 II: 자유의 날개 - 화염방사병(Firebat), 집정관(Archon)
  - 스타크래프트 II: 군단의 심장 - 화염방사병(Firebat), 집정관(Archon), 브라크(Brakk)
  - 스타크래프트 II: 공허의 유산 - 암흑 집정관(Dark Archon)
- 에이지 오브 미쏠로지 - 가르가렌시스, 카모스
- 에이지 오브 엠파이어 3: 대전사 - 갈 (수족 지도자)
- 헤일로 2 - 브루트 (저힐라네, 지랄하네)
- 디아블로 3 - 남자 야만용사
- 공박 - 조덕배
- 인피니티 온라인 - 도로시
- 리그 오브 레전드 - 볼리베어
- 에이지 오브 코난 - 코난
- 삼국지전기 2 - 여포
- 삼국지 온라인
- 쿠키런: 킹덤 - 근육맛 쿠키
- 반지의 제왕 - 어둠의 제국 앙그마르
- 하프라이프 2 (밸브 코퍼레이션) - 보르디곤트 역
- 오션 런너 - 상어 NPC
- 에오스 온라인

### 오디오 드라마
- 입시명문 사립 정글고등학교 (뉴타입 7월호 부록)
- 요리조리 Happy Cooking Note -2편- (夜海)
- 돌아온 일지매 (불가사리)

### 광고
- 인피니티
- 나이키
- 기아자동차 (쏘렌토, 쎄라토)
- 현대자동차 투스카니
- BHC 맵스터
- 맥도날드 새우버거
- 롯데칠성음료 게토레이 레드버스트
- 유한양행 해피홈 아톰 편
- 삼국블레이드
- 의천도룡기
- 영화 골드
- 반다이 파워레인저 로봇 시리즈
- 삼성증권
- 스테리테일
- KB국민은행
- 오뚜기 빅 육개장
- 해태HTB 네버스탑 엑싱
- 롯데웰푸드 요리킥
- 티마고 완구
- 조이드(아카데미과학 당시)
- 미미월드
  - 캅건 캐리어 광고
  - 바쿠간 광고

### 패러디
- 월드 오브 워크래프트PVK 최강자전에서 각 팀의 캐릭터를 소개해 주는데, '뿌뿌뽕'이란 캐릭터를 '뿌뿌뿡!'이라고 진지하게 소개함으로써 각종 패러디가 나오게 되었다.